# Amnesiac
Amnesiac je páté album skupiny Radiohead, které bylo vydáno 4. června 2001.

## Seznam skladeb
| #  | Píseň                                     | Délka | Autoři    |
| -- | ----------------------------------------- | ----- | --------- |
| 01 | "Packt Like Sardines in a Crushd Tin Box" | 4:00  | Radiohead |
| 02 | "Pyramid Song"                            | 4:49  | Radiohead |
| 03 | "Pulk/Pull Revolving Doors"               | 4:07  | Radiohead |
| 04 | "You and Whose Army?"                     | 3:11  | Radiohead |
| 05 | ""I Might Be Wrong"                       | 4:54  | Radiohead |
| 06 | "Knives Out"                              | 4:15  | Radiohead |
| 07 | "Morning Bell/Amnesiac"                   | 3:14  | Radiohead |
| 08 | "Dollars and Cents"                       | 4:52  | Radiohead |
| 09 | "Hunting Bears"                           | 2:01  | Radiohead |
| 10 | "Like Spinning Plates"                    | 3:57  | Radiohead |
| 11 | "Life in a Glasshouse"                    | 4:34  | Radiohead |